# Neithon ap Senyllt
Neithon ap Senyllt était un roi breton du Galloway et de l'île de Man à la fin du VIe siècle. 

## Origine
Sa généalogie est détaillée dans les Harleian genealogies:  Mermin map Anthec map Tutagual(II) map Run map Neithon map Senill map Dinacat map Tutagual(I) map Eidinet map Anthun map Maxim guletic qui occidit gratianum regem romanorum et dans le manuscrit des Généalogies du Jesus College MS. 20:  Meruyn mawr m Kyuyn m Anllech m Tutwal (II) m Run m Neidaon m Senilth hael. Tryd hael or gogled. Senilth m Dingat m Tutwal (I) m Edneuet m Dunawt m Maxen wledic. val y mae vchot.

## Règne
Neithon fils de Senyllt ap Dingat est l'ancêtre du prince de l'île de Man Mermin Mawr, et le père de Rhun. C'est peut-être à l'époque de Neithon ou de son fils  Rhun que la dynastie s’installe dans l'île de Man après avoir été chassée de son domaine du Galloway, peu avant 550 selon la théorie émise par Hector Munro Chadwick. Egerton Phillimore (ca), avait auparavant suggéré dans ses travaux que « l'île de Man avait été conquise par une dynastie brittonique originaire de Cumbria au delà de la baie Morecambe ».

## Source
- (en) Peter Bartrum, A Welsh Classical Dictionary : People in History and Legend Up to about A.D. 1000, Aberystwyth, National Library of Wales, 1993, 649 p. (ISBN 978-0-907158-73-8), p. 573 NEITHON ap SENYLLT. (490)